# Municipio de Salem (condado de Lewis)
El municipio de Salem (en inglés: Salem Township) es un municipio ubicado en el condado de Lewis en el estado estadounidense de Misuri. En el año 2010 tenía una población de 438 habitantes y una densidad poblacional de 2,76 personas por km².

## Geografía
El municipio de Salem se encuentra ubicado en las coordenadas 40°0′6″N 91°52′5″O / 40.00167, -91.86806. Según la Oficina del Censo de los Estados Unidos, el municipio tiene una superficie total de 158.9 km², de la cual 158,81 km² corresponden a tierra firme y (0,06 %) 0,09 km² es agua.

## Demografía
Según el censo de 2010, había 438 personas residiendo en el municipio de Salem. La densidad de población era de 2,76 hab./km². De los 438 habitantes, el municipio de Salem estaba compuesto por el 91,32 % blancos, el 1,37 % eran afroamericanos, el 0,91 % eran amerindios, el 1,37 % eran asiáticos, el 4,11 % eran de otras razas y el 0,91 % eran de una mezcla de razas. Del total de la población el 10,73 % eran hispanos o latinos de cualquier raza.